# Gerson Machado
Gerson Machado (Londrina) é um ex-delegado da Polícia Federal brasileiro. É considerado o "marco zero" das investigações que antecederam a Operação Lava Jato.
Foi um dos primeiros delegados da PF a investigar o doleiro Alberto Youssef, sobre o qual, em 2008, abriu um inquérito. Passou a investigar o doleiro a partir da CPI dos Correios, e suspeitava que Youssef continuava a operar às sombras mesmo após delação premiada no caso Banestado.
Na série O Mecanismo  da Netflix, um dos principais personagens, o delegado Marco Ruffo, interpretado pelo ator Selton Mello retrata de modo fictício o delegado Gerson Machado.
Em abril de 2018, foi entrevistado por Roberto Cabrini, no programa Conexão Repórter, onde falou de temas relacionados à Lava Jato.

## Operação Lava Jato
Apesar de ser considerado o marco zero para as investigações contra doleiros, segundo Gerson Machado, a Operação Lava Jato só obteve sucesso graças aos trabalhos da força tarefa (policiais e procuradores) e do juíz federal Sergio Moro, e que não guarda ressentimentos de sua antecipada aposentadoria da instituição da Polícia Federal, ainda que à época tenha sofrido de depressão.

## Aposentadoria
Em 2013 foi retirado da PF, após ser acusado pelo doleiro Youssef de perseguição.
Surgiram pressões contra o delegado por parte do doleiro e do ex-deputado José Janene. Este, após seu envolvimento no Mensalão, afastou-se de licença médica e se aposentou precocemente, evitando seu julgamento pela Comissão de Ética da Câmara.
Após ser tratado, médicos particulares atestaram que ele tinha condições de retornar ao trabalho aos poucos – inicialmente sem o porte de arma. Não foi o que entendeu a junta médica do Departamento de Polícia Federal (DPF), provavelmente, influenciada por um surto de suicídios – 27 policiais e um agente administrativo, entre 2010 e 2016, segundo informações do Sindicato Nacional dos Servidores do Plano Especial de Cargos da Polícia Federal – SinpecPF.